# Vinohrady nad Váhom
Vinohrady nad Váhom este o comună slovacă, aflată în districtul Galanta din regiunea Trnava. Localitatea se află la altitudinea de 166 m deasupra n.m., se întinde pe o suprafață de 10,7 km2 și în 2017 număra 1.590 de locuitori.

## Demografie
| An:                | 1994 | 2004   | 2014   | 2024   |
| ------------------ | ---- | ------ | ------ | ------ |
| Număr de persoane: | 1445 | 1515   | 1538   | 1678   |
| Diferență:         |      | +4,84% | +1,51% | +9,10% |

| An:                | 2023 | 2024   |
| ------------------ | ---- | ------ |
| Număr de persoane: | 1669 | 1678   |
| Diferență:         |      | +0,53% |